# البراجي
البراجي (باللاتينية: Pragian)، وهي ثاني مرحلة من فترة الديفوني المبكر، حيث تمتد من (410.8 ± 2.8) إلى (407.6 ± 2.6) مليون سنة مضت.
| العصر    | الفترة    | المرحلة    | أهم الأحداث | البداية (م.س.مضت) |
| -------- | --------- | ---------- | --- | ----------------- |
| الفحمي   | المسيسيبي | التورنايسي | أحدث | أحدث              |
| الديفوني | المتأخر   | الفاميني   | - أحداث جيولوجية: تستمر "القارة الحمراء القديمة" أورأمريكا بعد تكون جبال كاليدونيا. بداية تكون الجبال الآكادية المعاكسة لجبال الأطلس في شمال أفريقيا، وجبال الأبالاش في أمريكا الشمالية، وكذلك تكون جبال أنتلير، الفارسيكية، وتوهوا في نيوزيلندا. - أحداث حيوية : بداية ظهور نباتات الحزازيات الذئبية، والسراخس، والنباتات البذرية (السرخسيات البذرية، وعاريات البذور البدائية)، ظهور أشجار (السراخس العتيقة)، ظهور الحشرات المجنحة (قديمة الأجنحة وحديثات الأجنحة). انتشر في البحار والمحيطات عضديات الأرجل مثل الأترايبد [الإنجليزية] والستروفومنيدا [الإنجليزية] والشعاب المرجانية مثل المرجانيات المجعدة والصفائحيات وزنابق البحر. ظهور رأسيات الأرجل الملتفة بالكامل (الأأمونيتات والبحارانيات، مستقلة) مع وفرة المجموعة الأولى (وخاصة الغونياتيت). تراجع أعداد ثلاثيات الفصوص وقوقعيات الأدمة، بينما تكاثرت الأسماك الفكية (لوحيات الأدمة، ولحميات الزعانف، والأسماك العظمية ذات الزعانف الفصية والشعاعية، والقرشيات الشوكية والأسماك الغضروفية البدائية). تحول بعض أسماك الزعانف الفصية إلى أسماك بأرجل وأصابع، ثم تحولت ببطء إلى برمائيات. تموت آخر الارتيوبودا الغير ثلاثية الفصوص. ظهور عشاريات الأرجل (مثل الروبيان) ومتساويات الأقدام. يؤدي الضغط الناتج عن الأسماك الفكية إلى انحدار عريضات الأجنحة وفقدان بعض رأسيات الأرجل لأصدافها بينما تختفي الأنومالوكاريدات. أدت سلسلة من الانقراضات، بما في ذلك انقراضي كيلواسر وهانجنبرج الكبيرين، إلى القضاء على العديد من الاكريتارك، والمرجان، والإسفنج، والرخويات، وثلاثيات الفصوص، وعريضات الأجنحة، والجرابتوليت، وعضديات الأرجل، والزنابقيات (على سبيل المثال جميع الكيسانيات)، والأسماك، بما في ذلك جميع لوحيات الأدمة وقوقعيات الأدمة. | 372.15 ± 0.46     |
| الديفوني | المتأخر   | الفراسني   | - أحداث جيولوجية: تستمر "القارة الحمراء القديمة" أورأمريكا بعد تكون جبال كاليدونيا. بداية تكون الجبال الآكادية المعاكسة لجبال الأطلس في شمال أفريقيا، وجبال الأبالاش في أمريكا الشمالية، وكذلك تكون جبال أنتلير، الفارسيكية، وتوهوا في نيوزيلندا. - أحداث حيوية : بداية ظهور نباتات الحزازيات الذئبية، والسراخس، والنباتات البذرية (السرخسيات البذرية، وعاريات البذور البدائية)، ظهور أشجار (السراخس العتيقة)، ظهور الحشرات المجنحة (قديمة الأجنحة وحديثات الأجنحة). انتشر في البحار والمحيطات عضديات الأرجل مثل الأترايبد [الإنجليزية] والستروفومنيدا [الإنجليزية] والشعاب المرجانية مثل المرجانيات المجعدة والصفائحيات وزنابق البحر. ظهور رأسيات الأرجل الملتفة بالكامل (الأأمونيتات والبحارانيات، مستقلة) مع وفرة المجموعة الأولى (وخاصة الغونياتيت). تراجع أعداد ثلاثيات الفصوص وقوقعيات الأدمة، بينما تكاثرت الأسماك الفكية (لوحيات الأدمة، ولحميات الزعانف، والأسماك العظمية ذات الزعانف الفصية والشعاعية، والقرشيات الشوكية والأسماك الغضروفية البدائية). تحول بعض أسماك الزعانف الفصية إلى أسماك بأرجل وأصابع، ثم تحولت ببطء إلى برمائيات. تموت آخر الارتيوبودا الغير ثلاثية الفصوص. ظهور عشاريات الأرجل (مثل الروبيان) ومتساويات الأقدام. يؤدي الضغط الناتج عن الأسماك الفكية إلى انحدار عريضات الأجنحة وفقدان بعض رأسيات الأرجل لأصدافها بينما تختفي الأنومالوكاريدات. أدت سلسلة من الانقراضات، بما في ذلك انقراضي كيلواسر وهانجنبرج الكبيرين، إلى القضاء على العديد من الاكريتارك، والمرجان، والإسفنج، والرخويات، وثلاثيات الفصوص، وعريضات الأجنحة، والجرابتوليت، وعضديات الأرجل، والزنابقيات (على سبيل المثال جميع الكيسانيات)، والأسماك، بما في ذلك جميع لوحيات الأدمة وقوقعيات الأدمة. | 382.31 ± 1.36     |
| الديفوني | الأوسط    | الغيفتي    | - أحداث جيولوجية: تستمر "القارة الحمراء القديمة" أورأمريكا بعد تكون جبال كاليدونيا. بداية تكون الجبال الآكادية المعاكسة لجبال الأطلس في شمال أفريقيا، وجبال الأبالاش في أمريكا الشمالية، وكذلك تكون جبال أنتلير، الفارسيكية، وتوهوا في نيوزيلندا. - أحداث حيوية : بداية ظهور نباتات الحزازيات الذئبية، والسراخس، والنباتات البذرية (السرخسيات البذرية، وعاريات البذور البدائية)، ظهور أشجار (السراخس العتيقة)، ظهور الحشرات المجنحة (قديمة الأجنحة وحديثات الأجنحة). انتشر في البحار والمحيطات عضديات الأرجل مثل الأترايبد [الإنجليزية] والستروفومنيدا [الإنجليزية] والشعاب المرجانية مثل المرجانيات المجعدة والصفائحيات وزنابق البحر. ظهور رأسيات الأرجل الملتفة بالكامل (الأأمونيتات والبحارانيات، مستقلة) مع وفرة المجموعة الأولى (وخاصة الغونياتيت). تراجع أعداد ثلاثيات الفصوص وقوقعيات الأدمة، بينما تكاثرت الأسماك الفكية (لوحيات الأدمة، ولحميات الزعانف، والأسماك العظمية ذات الزعانف الفصية والشعاعية، والقرشيات الشوكية والأسماك الغضروفية البدائية). تحول بعض أسماك الزعانف الفصية إلى أسماك بأرجل وأصابع، ثم تحولت ببطء إلى برمائيات. تموت آخر الارتيوبودا الغير ثلاثية الفصوص. ظهور عشاريات الأرجل (مثل الروبيان) ومتساويات الأقدام. يؤدي الضغط الناتج عن الأسماك الفكية إلى انحدار عريضات الأجنحة وفقدان بعض رأسيات الأرجل لأصدافها بينما تختفي الأنومالوكاريدات. أدت سلسلة من الانقراضات، بما في ذلك انقراضي كيلواسر وهانجنبرج الكبيرين، إلى القضاء على العديد من الاكريتارك، والمرجان، والإسفنج، والرخويات، وثلاثيات الفصوص، وعريضات الأجنحة، والجرابتوليت، وعضديات الأرجل، والزنابقيات (على سبيل المثال جميع الكيسانيات)، والأسماك، بما في ذلك جميع لوحيات الأدمة وقوقعيات الأدمة. | 387.95 ± 1.04     |
| الديفوني | الأوسط    | الإيفلي    | - أحداث جيولوجية: تستمر "القارة الحمراء القديمة" أورأمريكا بعد تكون جبال كاليدونيا. بداية تكون الجبال الآكادية المعاكسة لجبال الأطلس في شمال أفريقيا، وجبال الأبالاش في أمريكا الشمالية، وكذلك تكون جبال أنتلير، الفارسيكية، وتوهوا في نيوزيلندا. - أحداث حيوية : بداية ظهور نباتات الحزازيات الذئبية، والسراخس، والنباتات البذرية (السرخسيات البذرية، وعاريات البذور البدائية)، ظهور أشجار (السراخس العتيقة)، ظهور الحشرات المجنحة (قديمة الأجنحة وحديثات الأجنحة). انتشر في البحار والمحيطات عضديات الأرجل مثل الأترايبد [الإنجليزية] والستروفومنيدا [الإنجليزية] والشعاب المرجانية مثل المرجانيات المجعدة والصفائحيات وزنابق البحر. ظهور رأسيات الأرجل الملتفة بالكامل (الأأمونيتات والبحارانيات، مستقلة) مع وفرة المجموعة الأولى (وخاصة الغونياتيت). تراجع أعداد ثلاثيات الفصوص وقوقعيات الأدمة، بينما تكاثرت الأسماك الفكية (لوحيات الأدمة، ولحميات الزعانف، والأسماك العظمية ذات الزعانف الفصية والشعاعية، والقرشيات الشوكية والأسماك الغضروفية البدائية). تحول بعض أسماك الزعانف الفصية إلى أسماك بأرجل وأصابع، ثم تحولت ببطء إلى برمائيات. تموت آخر الارتيوبودا الغير ثلاثية الفصوص. ظهور عشاريات الأرجل (مثل الروبيان) ومتساويات الأقدام. يؤدي الضغط الناتج عن الأسماك الفكية إلى انحدار عريضات الأجنحة وفقدان بعض رأسيات الأرجل لأصدافها بينما تختفي الأنومالوكاريدات. أدت سلسلة من الانقراضات، بما في ذلك انقراضي كيلواسر وهانجنبرج الكبيرين، إلى القضاء على العديد من الاكريتارك، والمرجان، والإسفنج، والرخويات، وثلاثيات الفصوص، وعريضات الأجنحة، والجرابتوليت، وعضديات الأرجل، والزنابقيات (على سبيل المثال جميع الكيسانيات)، والأسماك، بما في ذلك جميع لوحيات الأدمة وقوقعيات الأدمة. | 393.47 ± 0.99     |
| الديفوني | المبكر    | الإمسي     | - أحداث جيولوجية: تستمر "القارة الحمراء القديمة" أورأمريكا بعد تكون جبال كاليدونيا. بداية تكون الجبال الآكادية المعاكسة لجبال الأطلس في شمال أفريقيا، وجبال الأبالاش في أمريكا الشمالية، وكذلك تكون جبال أنتلير، الفارسيكية، وتوهوا في نيوزيلندا. - أحداث حيوية : بداية ظهور نباتات الحزازيات الذئبية، والسراخس، والنباتات البذرية (السرخسيات البذرية، وعاريات البذور البدائية)، ظهور أشجار (السراخس العتيقة)، ظهور الحشرات المجنحة (قديمة الأجنحة وحديثات الأجنحة). انتشر في البحار والمحيطات عضديات الأرجل مثل الأترايبد [الإنجليزية] والستروفومنيدا [الإنجليزية] والشعاب المرجانية مثل المرجانيات المجعدة والصفائحيات وزنابق البحر. ظهور رأسيات الأرجل الملتفة بالكامل (الأأمونيتات والبحارانيات، مستقلة) مع وفرة المجموعة الأولى (وخاصة الغونياتيت). تراجع أعداد ثلاثيات الفصوص وقوقعيات الأدمة، بينما تكاثرت الأسماك الفكية (لوحيات الأدمة، ولحميات الزعانف، والأسماك العظمية ذات الزعانف الفصية والشعاعية، والقرشيات الشوكية والأسماك الغضروفية البدائية). تحول بعض أسماك الزعانف الفصية إلى أسماك بأرجل وأصابع، ثم تحولت ببطء إلى برمائيات. تموت آخر الارتيوبودا الغير ثلاثية الفصوص. ظهور عشاريات الأرجل (مثل الروبيان) ومتساويات الأقدام. يؤدي الضغط الناتج عن الأسماك الفكية إلى انحدار عريضات الأجنحة وفقدان بعض رأسيات الأرجل لأصدافها بينما تختفي الأنومالوكاريدات. أدت سلسلة من الانقراضات، بما في ذلك انقراضي كيلواسر وهانجنبرج الكبيرين، إلى القضاء على العديد من الاكريتارك، والمرجان، والإسفنج، والرخويات، وثلاثيات الفصوص، وعريضات الأجنحة، والجرابتوليت، وعضديات الأرجل، والزنابقيات (على سبيل المثال جميع الكيسانيات)، والأسماك، بما في ذلك جميع لوحيات الأدمة وقوقعيات الأدمة. | 410.62 ± 1.95     |
| الديفوني | المبكر    | البراجي    | - أحداث جيولوجية: تستمر "القارة الحمراء القديمة" أورأمريكا بعد تكون جبال كاليدونيا. بداية تكون الجبال الآكادية المعاكسة لجبال الأطلس في شمال أفريقيا، وجبال الأبالاش في أمريكا الشمالية، وكذلك تكون جبال أنتلير، الفارسيكية، وتوهوا في نيوزيلندا. - أحداث حيوية : بداية ظهور نباتات الحزازيات الذئبية، والسراخس، والنباتات البذرية (السرخسيات البذرية، وعاريات البذور البدائية)، ظهور أشجار (السراخس العتيقة)، ظهور الحشرات المجنحة (قديمة الأجنحة وحديثات الأجنحة). انتشر في البحار والمحيطات عضديات الأرجل مثل الأترايبد [الإنجليزية] والستروفومنيدا [الإنجليزية] والشعاب المرجانية مثل المرجانيات المجعدة والصفائحيات وزنابق البحر. ظهور رأسيات الأرجل الملتفة بالكامل (الأأمونيتات والبحارانيات، مستقلة) مع وفرة المجموعة الأولى (وخاصة الغونياتيت). تراجع أعداد ثلاثيات الفصوص وقوقعيات الأدمة، بينما تكاثرت الأسماك الفكية (لوحيات الأدمة، ولحميات الزعانف، والأسماك العظمية ذات الزعانف الفصية والشعاعية، والقرشيات الشوكية والأسماك الغضروفية البدائية). تحول بعض أسماك الزعانف الفصية إلى أسماك بأرجل وأصابع، ثم تحولت ببطء إلى برمائيات. تموت آخر الارتيوبودا الغير ثلاثية الفصوص. ظهور عشاريات الأرجل (مثل الروبيان) ومتساويات الأقدام. يؤدي الضغط الناتج عن الأسماك الفكية إلى انحدار عريضات الأجنحة وفقدان بعض رأسيات الأرجل لأصدافها بينما تختفي الأنومالوكاريدات. أدت سلسلة من الانقراضات، بما في ذلك انقراضي كيلواسر وهانجنبرج الكبيرين، إلى القضاء على العديد من الاكريتارك، والمرجان، والإسفنج، والرخويات، وثلاثيات الفصوص، وعريضات الأجنحة، والجرابتوليت، وعضديات الأرجل، والزنابقيات (على سبيل المثال جميع الكيسانيات)، والأسماك، بما في ذلك جميع لوحيات الأدمة وقوقعيات الأدمة. | 413.02 ± 1.91     |
| الديفوني | المبكر    | اللوكوفي   | - أحداث جيولوجية: تستمر "القارة الحمراء القديمة" أورأمريكا بعد تكون جبال كاليدونيا. بداية تكون الجبال الآكادية المعاكسة لجبال الأطلس في شمال أفريقيا، وجبال الأبالاش في أمريكا الشمالية، وكذلك تكون جبال أنتلير، الفارسيكية، وتوهوا في نيوزيلندا. - أحداث حيوية : بداية ظهور نباتات الحزازيات الذئبية، والسراخس، والنباتات البذرية (السرخسيات البذرية، وعاريات البذور البدائية)، ظهور أشجار (السراخس العتيقة)، ظهور الحشرات المجنحة (قديمة الأجنحة وحديثات الأجنحة). انتشر في البحار والمحيطات عضديات الأرجل مثل الأترايبد [الإنجليزية] والستروفومنيدا [الإنجليزية] والشعاب المرجانية مثل المرجانيات المجعدة والصفائحيات وزنابق البحر. ظهور رأسيات الأرجل الملتفة بالكامل (الأأمونيتات والبحارانيات، مستقلة) مع وفرة المجموعة الأولى (وخاصة الغونياتيت). تراجع أعداد ثلاثيات الفصوص وقوقعيات الأدمة، بينما تكاثرت الأسماك الفكية (لوحيات الأدمة، ولحميات الزعانف، والأسماك العظمية ذات الزعانف الفصية والشعاعية، والقرشيات الشوكية والأسماك الغضروفية البدائية). تحول بعض أسماك الزعانف الفصية إلى أسماك بأرجل وأصابع، ثم تحولت ببطء إلى برمائيات. تموت آخر الارتيوبودا الغير ثلاثية الفصوص. ظهور عشاريات الأرجل (مثل الروبيان) ومتساويات الأقدام. يؤدي الضغط الناتج عن الأسماك الفكية إلى انحدار عريضات الأجنحة وفقدان بعض رأسيات الأرجل لأصدافها بينما تختفي الأنومالوكاريدات. أدت سلسلة من الانقراضات، بما في ذلك انقراضي كيلواسر وهانجنبرج الكبيرين، إلى القضاء على العديد من الاكريتارك، والمرجان، والإسفنج، والرخويات، وثلاثيات الفصوص، وعريضات الأجنحة، والجرابتوليت، وعضديات الأرجل، والزنابقيات (على سبيل المثال جميع الكيسانيات)، والأسماك، بما في ذلك جميع لوحيات الأدمة وقوقعيات الأدمة. | 419.62 ± 1.36     |
| السيلوري | البريدولي | البريدولي  | أقدم | أقدم              |